# Канарские ящерицы
Канарские ящерицы (лат. Gallotia) — род семейства настоящих ящериц (Lacertidae), эндемичен для Канарских островов.

## Виды
8 видов:
- Gallotia atlantica
- Gallotia auaritae
- Gallotia bravoana
- Gallotia caesaris
- Gallotia galloti
- Gallotia intermedia
- Ящерица Симона[1] (Gallotia simonyi)
- Gallotia stehlini
- † Gallotia goliath

## Иллюстрации

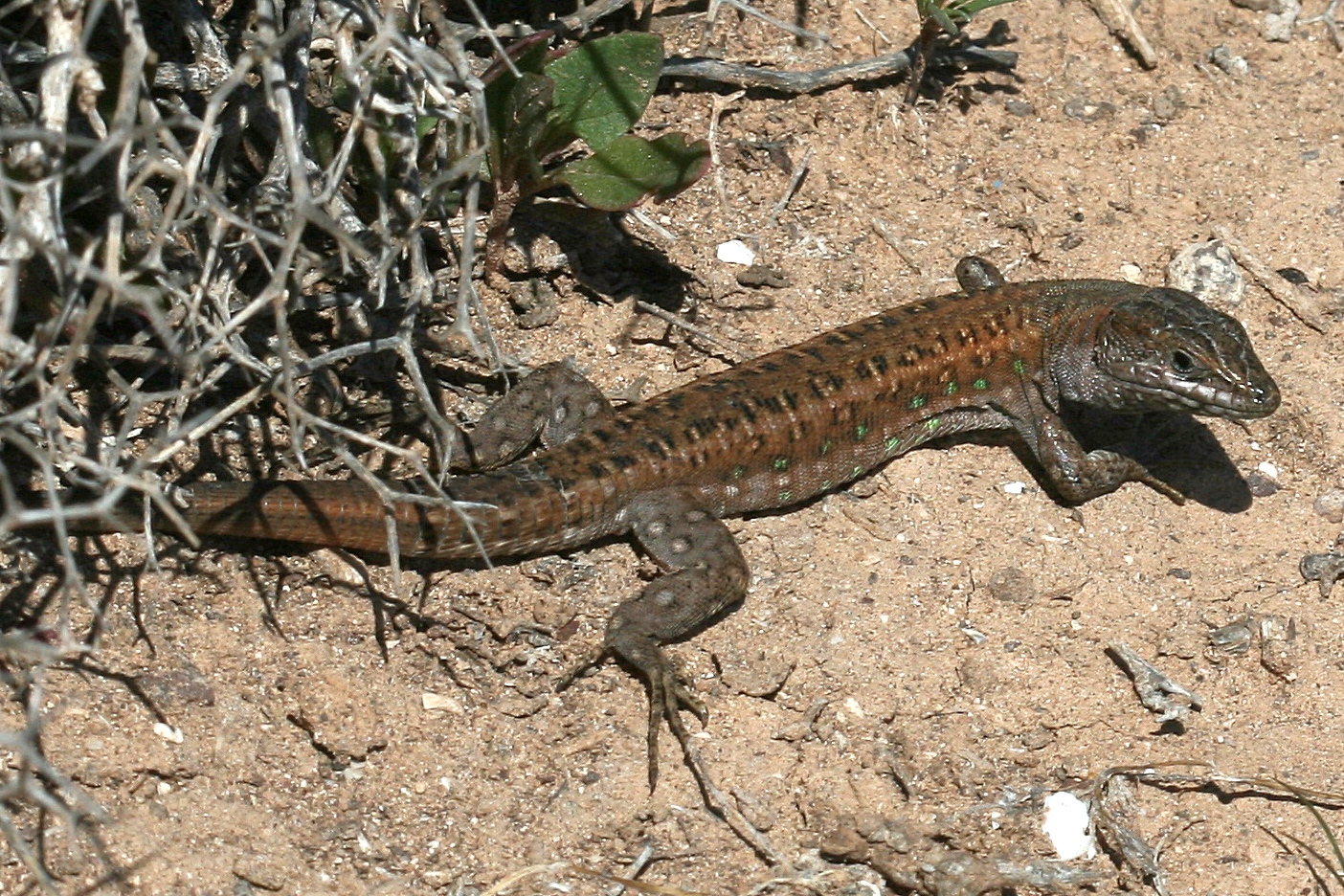
Gallotia atlantica
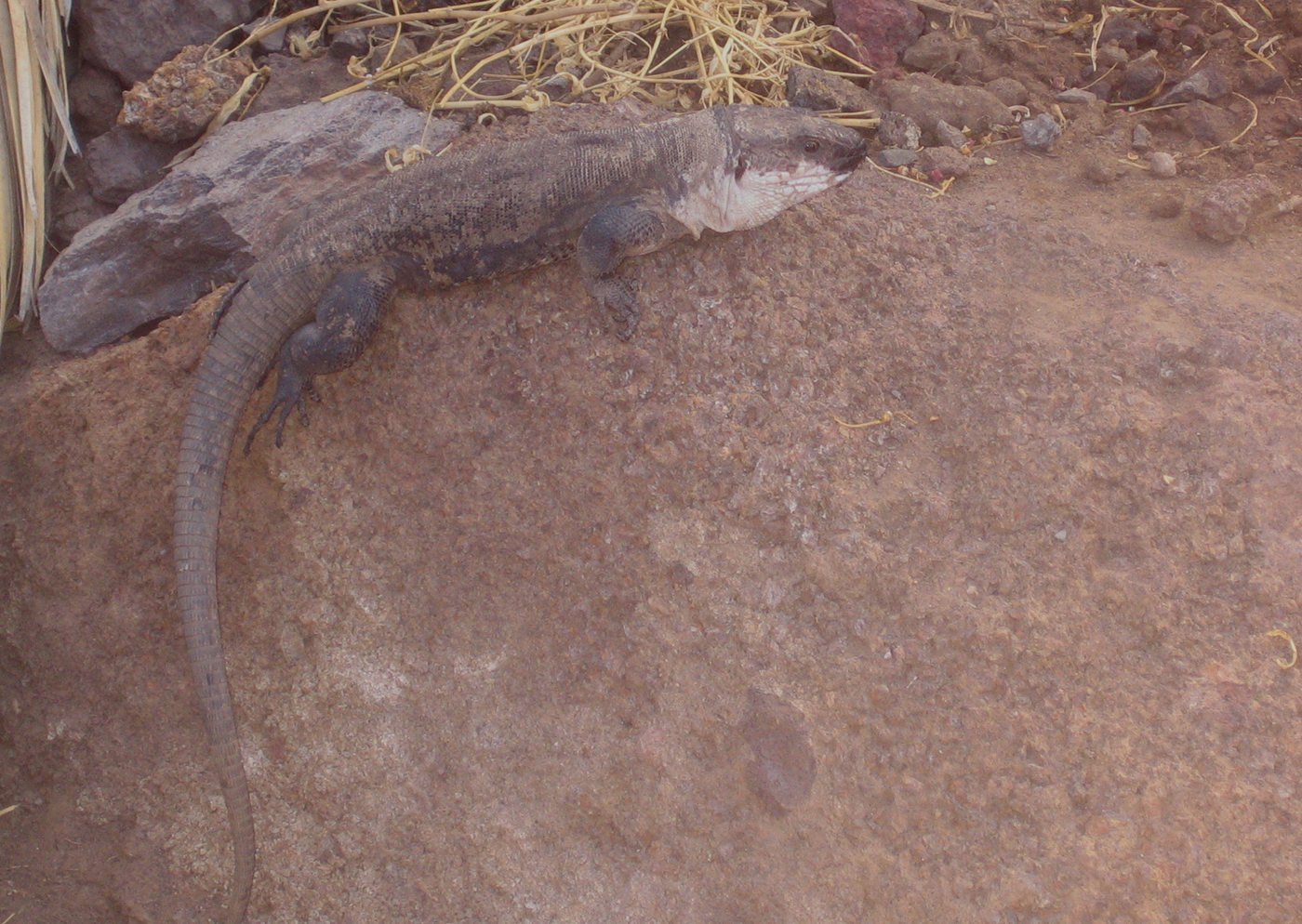
Gallotia bravoana
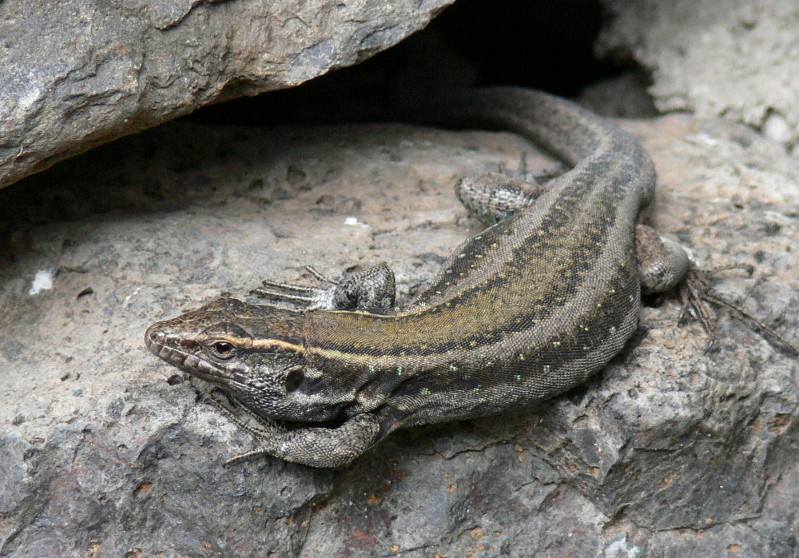
Gallotia caesaris
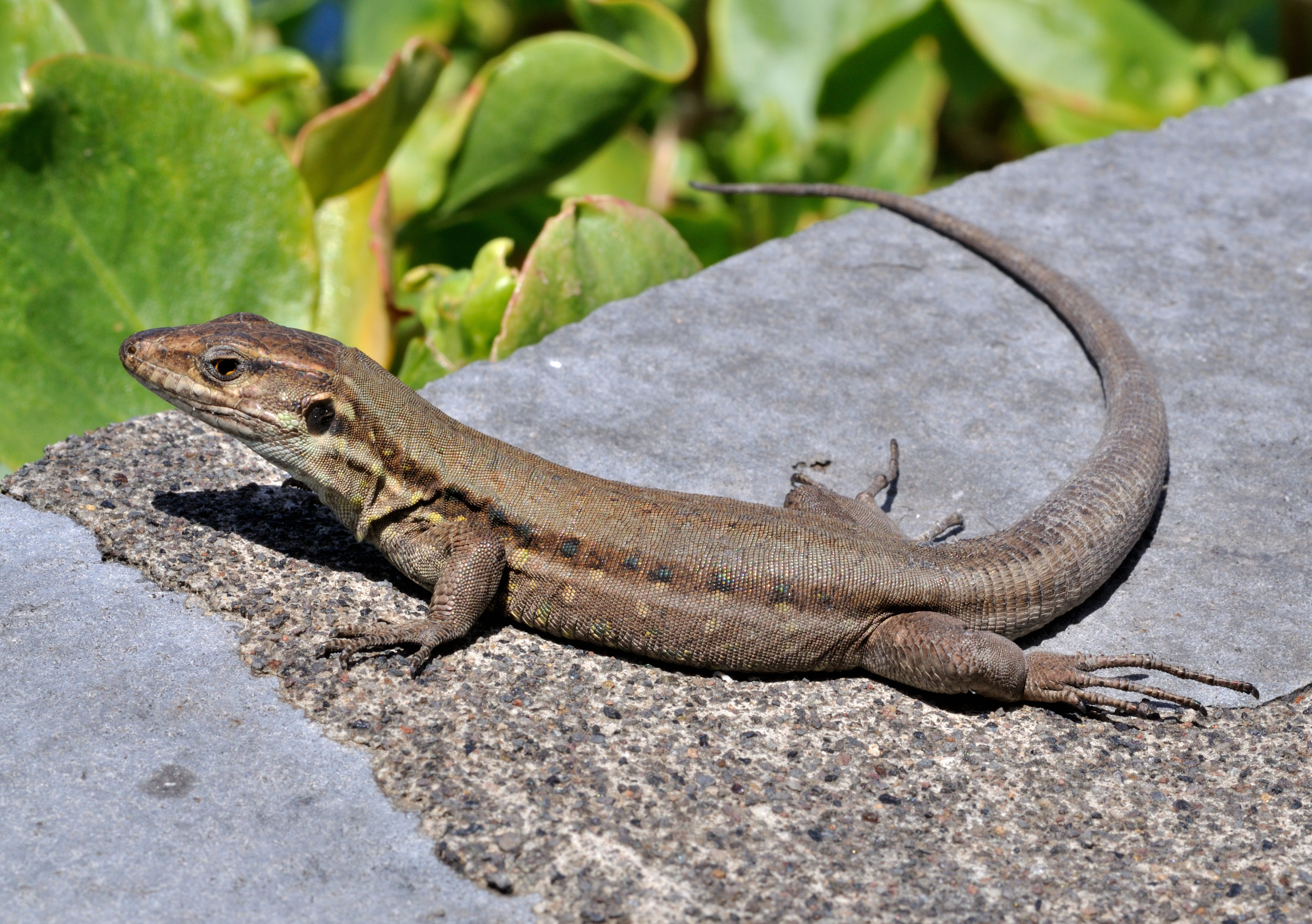
Gallotia galloti
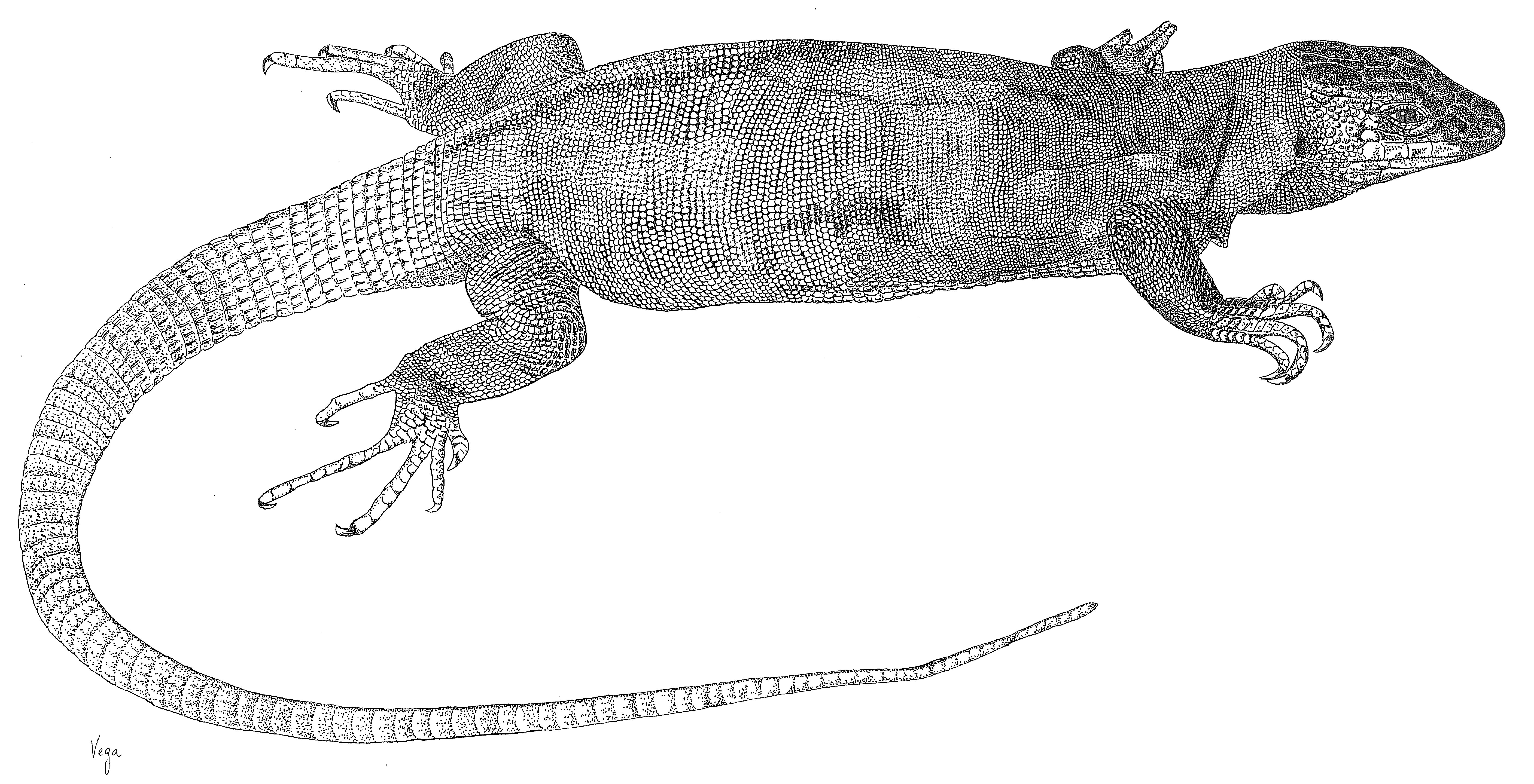
Gallotia simonyi
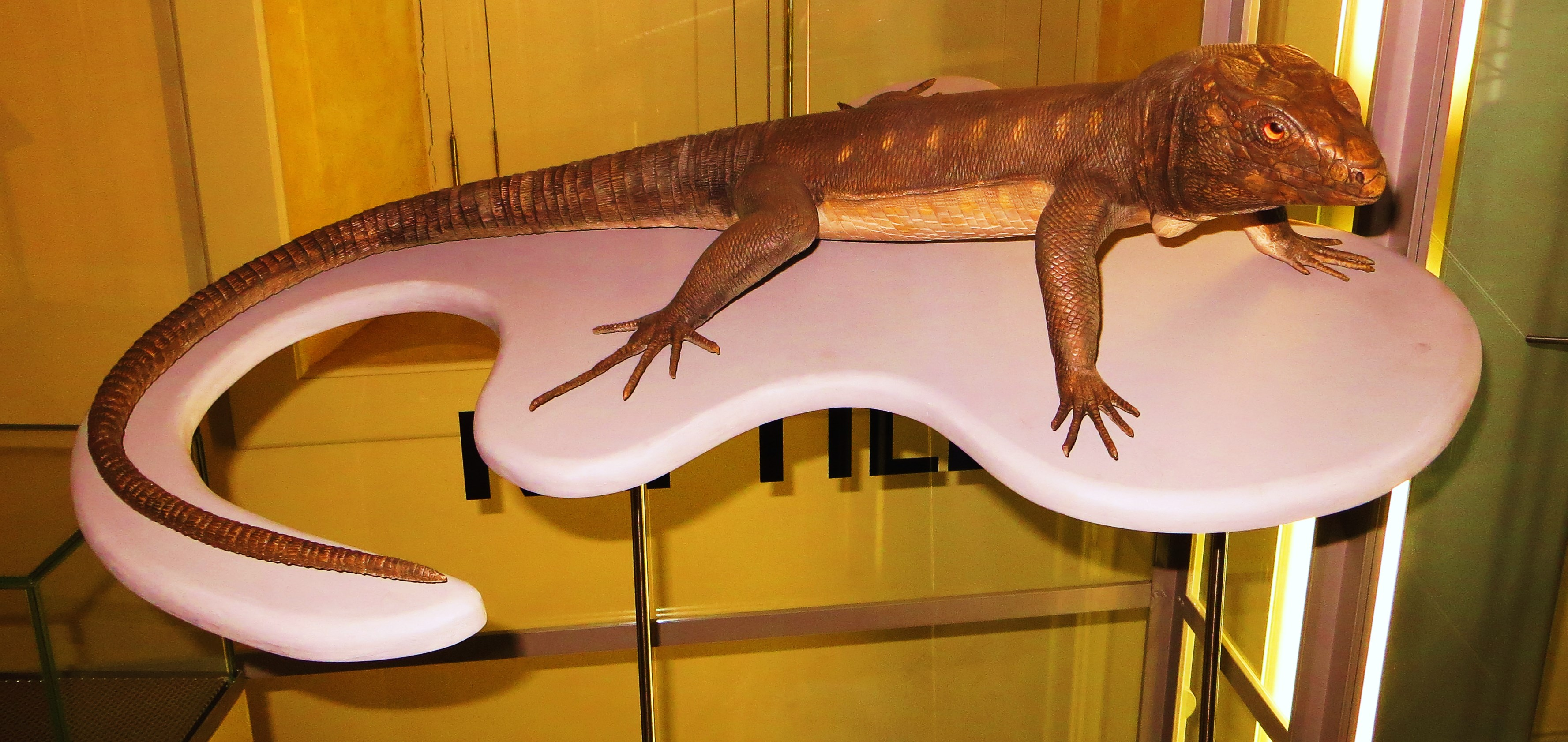
Вымершая Gallotia goliath, реконструкция